# Jupp Schmitz
Jupp Schmitz (Keulen, 15 februari 1901 - Keulen, 26 maart 1991) was een Duitse carnavals- en schlagerzanger.

## Voorgeschiedenis
Jupp Schmitz bezocht zeven jaar lang het Conservatorium in Keulen en volgde daar een klassieke opleiding tot pianist. Daarna werkte hij af en toe als pianist bij stomme film-bioscopen, gaf leiding aan een eigen orkest en trad voor aanvang van de Tweede Wereldoorlog op in hotels. Later schreef hij samen met de succesvolle producent Kurt Feltz zijn eerste compositie, de tango Gib acht auf dein Herz, Margarethe, die eerst door Rudi Schuricke werd gezongen. Er bestond ook een coverversie van de Vier Belcantos en een parodie van de Vier Botze.

## Carrière
Toen de geallieerden in 1949 weer toestemming verleenden voor voorstellingen en verhuizingen, kwam Schmitz in aanraking met de carnaval. Op 21 oktober 1949 lanceerde hij zijn eerste meest gezongen carnavalsschlager Wer soll das bezahlen, die zinspeelde op de door de munthervorming ontstane prijsstijgingen. De componist Wilhelm Wiga Gabriel van het Hofbräuhaus-Lied beschuldigde Schmitz ervan, plagiaat te hebben gepleegd, omdat hij in het nummer zijn in 1936 gezongen soldatenlied Sie hieß Marie, und treu war sie meende te herkennen. Deze beschuldiging kon echter niets veranderen aan het succes van het nummer. Schmitz kon echter het Landgericht Keulen ervan overtuigen, dat beide melodieën terug te voeren waren op een oude volkswijs, zodat Gabriel het proces verloor en de proceskosten moest betalen.
In de daaropvolgende tijd schreef en componeerde hij nog meer schlagers en carnavalsschlagers, waaronder Em Winter doh schneit es, em Winter es et kalt, Es ist noch Suppe da en Am Aschermittwoch ist alles vorbei (dat als (Maar) zaterdagsmiddags - vertaling Jack Bess - op het repertoire stond van Eddy Christiani). Vanwege zijn markante snor werd Schmitz door de Keulenaars liefdevol Schnauzer genoemd.

## Der Hirtenknabe von St. Kathrein
Toen Jupp Schmitz op 22 januari 1962 tijdens de Keulse Prinsenproclamatie zijn lied Der Hirtenknabe von St. Kathrein voor de eerste keer zong tijdens een carnavalszitting, terwijl hij zat aan zijn piano, werd hij uitgefloten. Het publiek nam het hem kwalijk, dat hij niet zoals gewoonlijk in een net pak was verschenen, maar op aanwijzing van de regisseur, zich als herdersjongen met kniebroek en gemsbaard op het hoedje presenteerde. Schmitz wederom was verbolgen en sprak de woorden:  Wenn es der Bestie Volk nicht gefällt, pfeifen sie einen von der Bühne herunter - hann ich dat noch nüdig?

## Privéleven en overlijden
Een van zijn laatste opnamen was de WDR-uitzending uit het Keulse Senftöpfchen van 12 februari 1991 ter gelegenheid van zijn 90e verjaardag. Jupp Schmitz overleed op 26 maart 1991 op 90-jarige leeftijd in zijn geboortestad Keulen. Op zijn grafsteen op het Melaten-kerkhof prijkt als opschrift de titel van zijn lied Am Aschermittwoch ist alles vorbei. In 1994 werd door de toenmalige president van het feestcomité Ferdi Leisten een standbeeld onthuld van beeldhouwer Olaf Höhnen, met Schmitz zittend aan de piano. Het kleine pleintje aan de Salomonsgasse in het oude stadsdeel van Keulen werd kort daarop gedoopt als Jupp-Schmitz-Plätzchen. Schmitz werd geëerd met de Willi Ostermann-medaille.

## Film
In de film Die fidele Tankstelle, die op 4 december 1950 in première ging, speelde Schmitz een kleine rol en voor de film Des Teufels Erbe (1952) werd het stemmingslied Wer soll das bezahlen overgenomen.

## Discografie
- 1938: Et es an einem Stöck am rähne
- 1947: Ming herrlich Kölle
- 1949: Wer soll das bezahlen
- 1949: Ölldi sölldi sippdisa
- 1949: Ich fahr' mit meiner Lisa
- 1952: Wir kommen alle in den Himmel
- 1953: Am Aschermittwoch ist alles vorbei
- 1956: In einer Nacht / Wie kann die Polizei
- 1956: Wo der Wildbach rauscht
- 1957: Im Winter dann schneit et
- 1959: Das ist so wunderbar / Es war im Zillertal
- 1962: Der Hirtenknabe von St. Kathrein
- 1965: Das kommt überhaupt nicht in Frage
- 1968: Es ist noch Suppe da
- 1971: De Schwemmbotz
- ####: Ich sehe Sterne
- ####: Spaß an der Freud
- ####: Der Busfahrer Klaus
- ####: Zwei Linse op en Brett genählt
- 2014: Die Hits von Jupp Schmitz

- Bibsys: 8049249
- Bibliothèque nationale de France: cb13811178m (data)
- Gemeinsame Normdatei: 13451310X
- International Standard Name Identifier: 0000 0000 8004 8485
- Nationale Bibliotheek van Letland: 000287004
- MusicBrainz: dbe73a4e-f123-4a1c-9117-4b9f75c57515
- Nationale Bibliotheek van Polen: a0000003147416
- Virtual International Authority File: 79653582
- WorldCat: E39PBJckVTqFvJYBHdPhQK3mh3